# 주병진 성폭행 루머 사건
주병진 성폭행 루머 사건 또는 주병진 성추문 루머는 2000년 11월 대한민국 서울특별시 용산구 이태원동에서 방송인 겸 개그맨, 사업가인 주병진이 모 여대생을 성추행했다는 루머였다. 다니던 여자 대학교에서 제적당한 여대생 강 씨는 당시 술집 종업원이었으며, 방송인 주병진이 자신을 성추행했다고 주장하였고 주병진은 8개월간의 소송 끝에 성폭행 루머가 무고임을 밝혀냈다.
주병진은 2000년 11월 서울 용산구 한남동 H 호텔 주차장에서 강 씨를 성폭행하고 전치 2주의 상처를 입힌 혐의로 구속 기소되었다. 그러나 여대생으로 알려진 강 씨가 술집 종업원이라는 소문이 들어오면서 추적, 주병진의 변호인은 서울 시내 종업원 업주들을 증인으로 신청하여 강 씨가 종업원이라는 것을 밝혀냈고, 이어서 강 씨의 친구가 강 씨의 얼굴에 고의로 상처를 낸 증거자료들이 입수되면서 무고로 밝혀졌다.

## 개요
2000년 11월 20일 한 여대생이 "19일 오전 2시 30분께 주씨의 벤츠 승용차 안에서 성폭행당했다"고 서울 용산경찰서에 신고하였다. 여대생은 경찰에서 "서울 용산구 이태원동 H 호텔 가라오케 주점에서 일행과 어울려 함께 술을 마신 주병진이 '집까지 태워다 주겠다'며 자신을 승용차에 태워 성폭행하고 주먹으로 때렸다"고 주장했다. 주병진은 자신의 무고를 주장하며 경찰서에 자진 출두, 항변하였다. 그러나 검찰은 주병진을 전격 구속하였다. 이후 전격 구속되었다가 12월 보석으로 풀려났다. 그 뒤 주병진은 자신이 억울하다며 항소했고, 주병진에게 성폭행 누명을 씌운 강 씨가 평범한 여대생이 아닌 술집 종업원이라는 사실이 알려지고 강 씨가 자신의 친구와 모의해 자신의 얼굴에 고의로 상처를 낸 사실이 밝혀지면서 8개월 소송 끝에 2002년 7월 12일 무죄취지의 공소기각 판결이 확정되었다.

## 전개 과정

### 성추행 루머와 체포
2000년 사업가로써 최고의 전성기를 구가하던 주병진에게 성폭행 누명이 씌워졌다. 2000년 11월 당시 신촌에서 술을 마시고 귀가하던 한 여대생이 자신이 주병진에게 성추행을 당했다고 주장하면서 시작되었다. 11월 20일 한 여대생은 "19일 오전 2시30분께 주씨의 벤츠 승용차 안에서 성폭행당했다"고 신고해온 것이었다. 여대생은 경찰에서 "서울 용산구 이태원동 H호텔 가라오케주점에서 일행과 어울려함께 술을 마신 주병진이 `집까지 태워다 주겠다'며 자신을 승용차에 태워 성폭행하고 주먹으로 때렸다"고 주장했다. 주병진은 경찰서에 자진 출두하여 항변했다. 11월 20일 주병진은 경찰에 출석해 "19일 새벽 서울 이태원 H호텔 주차장에 세워둔 벤츠 승용차 안에서 여대생 강 씨와 협의하에 성관계를 가졌고 강 씨 몸의 상처는 ‘술 한잔 더 하러 가자’며 실랑이를 벌이던 중 생긴 것"이라고 주장했다.
그러나 검찰은 주병진에 대해 구속영장을 청구했고 11월 24일 전격 구속됐다. 그러나 12월초 보석 신청 끝에 12월 29일 석방되었다.

### 보석 출감과 소송
12월 29일 주병진이 피해자에게 합의금을 지급했고, 피해자도 주병진에 대해 '관대하게 처벌해달라'는 내용의 진정서를 제출해 보석으로 풀려났다. 2001년 1월 11일 열린 첫 공판에서 주병진은 "피해자와 차 안에서 성관계를 맺은 것은 사실이나 강제로 폭행한 사실은 없었다"며 "피해자의 상처는 성관계 후 '술을 더 마시러 가자'고 실랑이하는 과정에서 생긴 것"이라며 혐의를 부인했다.
그러나 2001년 3월 22일 법원은 징역 2년 6월에 집행유예 4년을 선고했다. 재판부는 "공소사실은 모두 유죄로 인정된다"고 말했다. 주병진이 '진실'보다 '이미지'를 중시한 나머지 여대생에게 합의금을 준 것이 유죄의 정황으로 인정되었던 것이다.
한편 주병진과 절친했던 이 씨, 김 씨 등은 주병진의 무죄를 믿고 강 씨를 추적했고, 서울 강남구의 모 룸살롱을 방문했던 남자 후배 개그맨 이 씨가 강 씨와 닮은 여자를 보고 이상하게 여겼다. 후에 같은 룸살롱에서 이 씨와 마주친 강 씨는 당황했고, 이 소문은 확산되었다. 2002년 초 소문은 주병진의 담당 변호사에게도 알려졌으며, 주병진은 변호사를 통해 강 씨가 평범한 학생이 아니라 술집 여종업원이었다는 사실을 접하게 되었다.

### 재판과 무죄 판결
주병진은 항소했고, 첫 판결에서 기소를 담당한 검사가 자신은 강씨가 다니던 여자 대학교에서 제적당한 사실을 알지 못했다며 억울하다 하였다. 한편 강 씨가 술집의 종업원으로 나가는 것은 개인의 사생활 문제가 아니냐는 논란이 제기되기도 했다. 주병진의 변호인인 모 법무법인 변호사 김모는 자칭 피해자 강 씨양이 피해자가 아니라는 근거로 현재 학생이 아니라는 점과 당시 모 술집의 여종업원이었다는 점, 그리고 강 씨가 다니고 있는 룸살롱과 나이트클럽의 업주들을 증인으로 신청했다.
한편 룸살롱과 나이트클럽 업주들이 증인으로 출석하는 가운데 서울특별시내 다른 룸살롱의 주인인 최범수가 자신이 강 씨의 여동생에게 비슷한 방법으로 성폭행범으로 몰렸다고 증언하기도 했다. 또한 검사 등의 집요한 추궁에 1심에서 증언을 했던 강 씨의 친구들이 증언을 번복하게 됐다. 또한 CCTV 화면 분석 결과 강 씨의 친구 신모가 강 씨의 얼굴을 훼손하는 장면이 녹화되었는데, 신모는 재판정에서 강 씨와 짜고 자신을 시켜 신모의 얼굴을 때리고 같은 부분을 긁게 했다고 증언했다. 그리고 강 씨가 이 대가로 친구 신모에게 수천 만 원의 돈을 지불한 사실도 수사 결과 드러났다.
2심 법원은 주병진이 자칭 피해자에게 강간을 한 사실도 그 과정에서 상해를 입힌 사실도 없다며 강간에 대해서도 무죄 판결을 내렸다. 대법원은 강간죄에 대해서는 이미 합의가 이루어졌기 때문에 강간 사실이 없는 것으로 판단된다 하여도 강간에 대해서 공소기각 판결을 하는 것이 맞다며 무죄 취지의 공소기각 결정을 내렸다. 당시 법률상 강간치상죄는 합의를 해도 처벌되는 반면 강간죄는 친고죄였기 때문이다.

## 주병진의 맞고소
무죄취지의 판결을 받은 주병진은 2002년 7월 19일 자신을 고소한 여대생을 비롯, 방송사 PD, 잡지사 기자, 의사, 경찰관 등 8명을 상대로 명예훼손 혐의로 고소했다. 주병진은 고소장에서 "수사과정에서 일방적으로 고소인 강 씨의 말만 믿고 언론 등이 본인을 성폭행범으로 몰아세우는 바람에 명예가 크게 훼손됐다"고 주장했다. 그리고 12월 6일 자신을 고소한 여대생과 당시 이를 보도한 모방송사 등4개 언론사와 취재기자 등을 상대로 모두 20억원의 손해배상 청구소송을 서울지법에 냈다. 이에 대해 2003년 7월 8일 법원은 "A주간신문과 당시 소속 기자는 5천만원을, 온라인 뉴스 제공업자 임모씨는 1천만원을 주병진에게 각각 지급하라"고 판결했다.
그러나 국가를 상대로 5억원의 명예훼손 손해배상 소송을 낸 것에 대해서는 "원고가 명예에 타격을 입어 정신적 손해가 일부 인정된다고 하더라도 피고들에게 위법성이 없어 손해배상 책임을 물을 수 없다"는 이유로 패소했다. 주병진을 고소한 여대생은 2003년 6월 지명수배되었으나 향후 행방에 대해서는 언론에 더 이상 보도되지 않았다.
최종 소송 끝에 2007년 6월 대법원 2부(주심 박시환 대법관)는 7일 주병진이 2000년 성폭행 혐의 사건과 관련해 자신을 고소했던 여성 강모씨를 상대로 낸 손해배상청구 소송에서 “피고는 원고에게 정신적 고통에 따른 위자료 1억원을 지급하라”고 판결한 원심을 확정했다.

## 같이 보기
- 주병진
- 무고죄
- 서정범 성폭행 루머 사건
- 이경영 성폭행 루머 사건
- 경희대 패륜녀 사건
- 이경영
- 서정범